# No dualismo
No dualidad concepto filosófico que describe que la Totalidad no está dividida en opuestos o en entidades separadas. El concepto abarca más que el de Unidad, que constituye el dominio de la ontología. Es la expresión que se usa para traducir el término sánscrito "advaita", 
Así, si bien el no dualismo o antidualismo se relaciona principalmente con la filosofía hindú de la Advaita Vedanta y el shaivismo de Cachemira, la no dualidad como concepto va más allá de estas doctrinas, y se refiere a varias corrientes de pensamiento y filosóficas que postulan la unión de todos los seres con la realidad última como la existencia verdadera del ser. 
Según esta visión, la distinción entre sujeto y objeto, yo y el mundo, bien y mal, entre otras dicotomías, es ilusoria y creada por la mente. En términos prácticos, la no dualidad apunta a la disolución del ego y la percepción directa de la unidad de todo, más allá de los conceptos. Se dice que no es algo que pueda entenderse solo con la mente, o que pueda expresarse por completo; sino que debe experimentarse para ser conocido.

## Descripción del concepto
Esta surge de la necesidad de expresar de alguna forma el objeto al que se refiere la metafísica, que en el intento se encuentra con los límites del lenguaje, ya que en el lenguaje, toda afirmación directa es forzosamente una afirmación particular y determinada, la afirmación de algo, mientras que la afirmación total y absoluta no es ninguna afirmación particular. Toda afirmación es una limitación. Poner un límite es negar lo que está más allá (Multiverso, el más allá, entre otros conceptos); por consiguiente la negación de un límite es propiamente la negación de una negación, es decir una afirmación, de tal suerte que la negación de todo límite equivale en realidad a la afirmación total y absoluta.
No dualismo o no dualidad es contrario al concepto de dualismo o dualidad, que está constituido por la manifestación de las cosas bajo la existencia de dos principios supremos, increados, independientes, irreductibles y antagónicos.
La perspectiva filosófica o religiosa no dual mantiene que no hay una distinción fundamental entre mente y materia, o que el mundo fenomenológico es una ilusión. Muchas tradiciones (generalmente de Asia) establecen que la verdadera condición o naturaleza de la realidad es no dual, y que las dicotomías son irreales o conveniencias imprecisas.

## El concepto de no Dualismo en otras tradiciones
Si bien en el taoísmo encontramos los conceptos del yin y yang que se presentan como una representación aparentemente "dualista" de los fenómenos en la naturaleza, a nivel más profundo se enseña de que realmente son fuerzas opuestas, complementarias e interrelacionadas (dos caras de una misma moneda); y que solo existe una unidad no dual representada en el Tao, y por ello se debe disolver toda idea de dualidad para así sentir al universo como una unidad armoniosa con el Tao. Así, el concepto de Yin y Yang, a menudo erróneamente concebido como un símbolo de dualismo, en realidad pretende transmitir la noción de que todos los opuestos aparentes son partes complementarias de un todo no dual; estado que es representado en el concepto de wuji, que describe el estado original y primigenio del universo no diferenciado, sin límites o fronteras; anterior a la existencia de algo. Sería anterior al surgimiento del taiji, la "gran polaridad" (el origen de la dualidad), representado en las dos fuerzas de yin y yang.

## Individuos notables no dualistas
La siguiente es una lista de pensadores, filósofos, escritores y artistas, de diferente tradición religiosa, política y cultural, cuyas obras expresan un notable grado de no dualidad.

### Filósofos occidentales antiguos y medievales
- Parménides
- Heráclito
- Plotino
- Meister Eckhart

### Filósofos occidentales modernos
- Friedrich Schelling
- Georg Wilhelm Friedrich Hegel
- Ralph Waldo Emerson
- Mary Baker Eddy
- Friedrich Nietzsche
- F. H. Bradley
- William James
- Alfred North Whitehead
- Buckminster Fuller
- Bertrand Russell
- Ludwig Wittgenstein
- Jay Michaelson

### Filósofos y maestros asiáticos
- Siddhartha Gautama, the Buddha (India, siglo V a. C.)

- Iaghia Valkia (India, I milenio a. C.)
- Lao Tsé (siglo IV a. C.)
- Zhuang Zi (siglo IV a. C.)
- Nagaryuna (150-250)
- Gaudapada (India, siglo VII)
- Shankara (India, siglo IX)
- Wang Yangming (1472-1529)
- Ramakrishna (India, 1836-1886)
- Swami Vivekananda (India, 1863-1902)
- Ramana Maharshi (India, 1879-1950)
- Meher Baba (India, 1894-1969)
- Krishnamurti (India, 1895-1986)
- H. V. L. Poonja  (India, 1910-1997)
- Maharishi Mahesh Yogi (India, 1918-2008)
- Osho Rajneesh (India, 1931-1990)

### Autores y músicos
- Herman Melville
- Clarice Lispector
- Richard Bach
- Aldous Huxley
- Jalil Gibrán
- Alan Watts
- Neale Donald Walsch

### Maestros contemporáneos
- Chogyal Namkhai Norbu (Tíbet, 1938-)
- Byron Katie Mitchell (Estados Unidos, 1942-)
- Eckhart Tolle (Alemania, 1948-)
- Ken Wilber (Estados Unidos, 1949-)
- Madhukar (Alemania, 1957-)
- Pema Chödron
- Clarice Lispector (escritora ucraniana de origen judío naturalizada brasileña; Ucrania, 1920-Brasil, 1977)
- Sri Mooji (Jamaica, 1952-)
- "Jed McKenna" (Estados Unidos, 1961-)
- Francis Lucille (Francia, 1944-)
- Rupert Spira (Inglaterra, 1960-)

### Maestros y divulgadores contemporáneos en habla hispana
- Consuelo Martín (España, -)
- Sesha (Colombia, 1960-)
- Sergi Torres (Barcelona, 1975-)
- Jorge Lomar (España,-)
- Susana Ortiz P (España,-)
- Cris Bolívar (Barcelona, España,1964-)